# Antalokpataka
Antalokpataka (románul: Valea lui Antaloc) falu Romániában, Hargita megyében.

## Története
Gyimesközéplok része. 1910 és 1956 között adatai a községéhez voltak számítva. A trianoni békeszerződés előtt Csík vármegye Szépvizi járásához tartozott.

## Népessége
2002-ben 261 lakosa volt, mindenki magyar.

## Vallások
Lakói római katolikusok.